# Typhlops schwartzi
Typhlops schwartzi este o specie de șerpi din genul Typhlops, familia Typhlopidae, descrisă de Thomas 1989. Conform Catalogue of Life specia Typhlops schwartzi nu are subspecii cunoscute.